# Rudolf Bauer (artista)
Alexander Georg Rudolf Bauer (Wirsitz, 11 febbraio 1889 – Deal, 28 novembre 1953) è stato un pittore tedesco.
Fu coinvolto nel gruppo d'avanguardia Der Sturm a Berlino e il suo lavoro sarebbe diventato centrale per la collezione di arte astratta di Solomon R. Guggenheim.

## Biografia
Bauer nacque a Lindenwald (oggi Wąwelno, in Polonia), contea di Wirsitz vicino a Bromberg (odierna Bydgoszcz), provincia di Posen, da genitori della classe media; la famiglia di Bauer si trasferì a Berlino in gioventù. Bauer praticava l'arte fin dalla tenera età, ma suo padre disapprovava, persino picchiandolo quando Bauer annunciò la sua intenzione di frequentare una scuola d'arte. Nonostante questo scoraggiamento Bauer lasciò la casa e frequentò l'Accademia di Belle Arti.

### Der Sturm
Bauer si mantenne come artista creando illustrazioni e caricature per alcune delle principali riviste e giornali dell'epoca. Nel 1912, mentre Bauer continuava a fare lavori figurativi e commerciali, iniziò a lavorare in modo astratto. Nello stesso anno conobbe Herwarth Walden, che aveva appena fondato la rivista Der Sturm. Questo sarebbe diventato il centro artistico più importante di Berlino in quel periodo. Nel 1915 Bauer fu invitato a partecipare a una mostra collettiva organizzata dal circolo legato a Der Sturm. Continuerà a partecipare attivamente alla scena della galleria Der Sturm fino alla metà degli anni '20. Vi ha avuto la sua prima mostra personale nel 1917, con 120 opere, e poi nel 1919 e 1920. Tra gli artisti che erano nel gruppo Der Sturm c'erano Wassily Kandinsky, Marc Chagall, Paul Klee e Franz Marc. Come Paul Klee, Bauer divenne insegnante nella scuola Sturm.
Nel 1917 Bauer fu presentato alla baronessa Hilla Rebay von Ehrenwiesen. Rebay, anche lei artista, incontrò Bauer a Der Sturm e divennero amanti. Bauer e Rebay condivisero uno studio a partire dal 1919, ma la famiglia di lei non approvava Bauer. All'inizio degli anni '20 Bauer si recò in Italia. Lei e Bauer avrebbero continuato a scriversi regolarmente, ma la loro relazione divenne platonica, sebbene ancora irta di difficoltà.

### Société Anonyme
Nel 1920 Katherine Sophie Dreier, preminente collezionista e co-fondatrice della Société Anonyme, con Marcel Duchamp e Man Ray, visitò Berlino e acquistò diverse opere di Bauer tra cui l'olio Andante V (ora nella collezione permanente della Yale University Art Gallery). In seguito scrisse nel 1949 che i dipinti di Bauer "erano molto belli e di colore tenue e aiutavano a far conoscere l'arte astratta alla gente. Non avevamo artisti in quei primi anni il cui lavoro attirasse così tanto il pubblico in generale e che ricevette così tanta risposta".

### Solomon R. Guggenheim
Bauer rimase a Berlino negli anni '20 e continuò a fare sia arte astratta, o come divenne noto il movimento, arte "non oggettiva" [una traduzione del termine tedesco gegenstandslos], sia opere figurative per sostenersi. Nel 1927 Hilla Rebay viaggiò negli Stati Uniti. Un anno dopo la donna iniziò a lavorare per il magnate del rame Solomon R. Guggenheim a cui mostrò opere di arte non oggettiva di Bauer e Kandinsky, e l'uomo decise di iniziare una raccolta di queste opere.
Nel 1930 Solomon Guggenheim e sua moglie, Irene, si recarono con Rebay in Germania per incontrare Bauer e Kandinsky. A questo punto, il lavoro di Bauer era passato dall'astrazione lirica a quella geometrica, che avrebbe dominato il resto della sua carriera artistica. Guggenheim acquistò molte delle nuove opere di Bauer e gli diede anche uno stipendio, il che permise a Bauer di aprire un museo per le sue opere e quelle di altri pittori astratti come Kandinsky. Chiamò il suo museo Das Geistreich ("Il regno dello spirito").
Nel giugno 1937 Guggenheim creò la Fondazione Solomon R. Guggenheim per la sua collezione, con Rebay come curatore ufficiale. Il Gibbes Museum of Art di Charleston, nella Carolina del Sud, ospitò la prima mostra pubblica della Collezione Solomon R. Guggenheim di dipinti non oggettivi nel marzo 1936. Bauer si recò per la prima volta negli Stati Uniti per essere presente all'inaugurazione della mostra. Da quella mostra una selezione personale del suo lavoro andò all'Arts Club di Chicago. Ci sarebbero state esibizioni annuali di questa collezione per i successivi quattro anni in vari musei.

### Prigioniero della Gestapo
Nel 1938, al suo ritorno da una esposizione delle sue opere a Parigi, Bauer fu arrestato dai nazisti per la sua "arte degenerata" e per aver speculato sul mercato nero, il che significava aver venduto le sue opere a Guggenheim. L'anno precedente il lavoro di Bauer era stato incluso nella famigerata mostra d'arte degenerata a Monaco, organizzata dai nazisti per mostrare tutta l'arte deviante e astratta. Nonostante ciò Bauer si era rifiutato di lasciare il suo paese d'origine. Dopo il suo arresto Bauer fu tenuto in una prigione della Gestapo per diversi mesi, mentre Rebay e Guggenheim cercavano di farlo liberare; fu finalmente rilasciato incondizionatamente nell'agosto del 1938. Durante il suo periodo in prigione, creò dozzine di disegni non oggettivi su frammenti di carta recuperati. Trascorse i mesi successivi a mettere in ordine i suoi documenti e prese la difficile decisione di lasciare la sua patria, emigrando negli Stati Uniti nel luglio 1939, pochi mesi prima dell'inizio della seconda guerra mondiale.

### L'arrivo negli Stati Uniti
Bauer arrivò a New York City subito dopo l'apertura ufficiale del Museum of Non-Objective Painting nel centro di Manhattan. Situato al 24 East 54th Street, il nuovo museo era diverso da qualsiasi cosa che il mondo dell'arte di New York avesse visto. I pavimenti e le pareti erano ricoperti di moquette e le grandi tele erano appese in cornici di grandi dimensioni molto vicine al suolo. Nel museo erano riprodotte costantemente ed esclusivamente registrazioni di Bach, Beethoven e Chopin. Il lavoro di Bauer Orange Accent fu presentato nell'invito alla mostra di apertura intitolata The Art of Tomorrow.
Bauer visse con Rebay per alcuni mesi prima di trasferirsi in una delle case di Guggenheim a Deal, nel New Jersey, una città costiera elegante e bella ma isolata. A questo punto Guggenheim propose un contratto con Bauer. Bauer, non comprendendo adeguatamente l'inglese del contratto, lo firmò, pensando di ricevere una somma forfettaria per 110 dipinti che aveva già dato a Guggenheim. Invece Guggenheim affidò tale importo (300000 $) a Bauer per uno stipendio mensile. L'artista era anche obbligato a lasciare il suo futuro lavoro alla Fondazione. Come parte di questo contratto, Bauer ricevette anche l'ultimo pagamento per una carrozzeria Duesenberg progettata su misura da Bauer. [A]
Il lavoro di una vita di Bauer era stato completamente legato alla Fondazione e gli era stato assicurato che avrebbe avuto un ruolo nella sua gestione. Questo si rivelò presto falso e Bauer rimase molto turbato dal destino dei suoi dipinti. Smise del tutto di dipingere e non realizzò altre opere per il resto della sua vita, evidentemente non volendo dare alla Fondazione la soddisfazione di avere le sue opere. Alla fine il rapporto di Bauer con Rebay divenne molto teso, culminando in una causa per diffamazione contro Rebay perché Rebay aveva insultato la nuova moglie di Bauer, la sua cameriera Louise Huber, che aveva sposato nel 1944.
Nel 1949 le cose cambiarono drasticamente per Rebay quando Solomon Guggenheim morì. Entro un paio d'anni dalla morte di Solomon, gli amministratori abbandonarono la visione originale di Guggenheim per la collezione. A Hilla Rebay fu chiesto di dimettersi da curatrice e tutta la collezione non oggettiva di Guggenheim fu inviata al deposito. Nel 1953 Bauer morì a Deal, nel New Jersey, di cancro ai polmoni. Il Solomon R. Guggenheim Museum - questo il nuovo nome del Museum of Non-Objective Painting - fu inaugurato nel 1959 senza una sola opera di Bauer sulle pareti.

### Fuori dall'oscurità
Il lavoro di Bauer è stato praticamente invisibile per i successivi due decenni. Nel 1967 il lavoro di Bauer fu esposto al Guggenheim in Seven Decades, A Selection per la prima volta dalla sua morte. Nel 1969 il suo lavoro ricevette una grande retrospettiva alla Galerie Gmurzynska di Colonia. Questa fu seguita da numerose mostre personali a New York e in Europa. Da quel momento, il lavoro di Bauer iniziò a ricevere maggiore attenzione da parte di collezionisti d'arte e musei. Nel 2005 il Museo Guggenheim ha allestito la mostra Art of Tomorrow: Hilla Rebay and Solomon R. Guggenheim, che ha presentato molte opere di Bauer ed è stata poi esposta anche al Museum Villa Stuck e al Deutsche Guggenheim di Berlino. Una grande retrospettiva del lavoro di Bauer si è svolta alla Weinstein Gallery di San Francisco nel 2007. La Weinstein Gallery rappresenta anche la proprietà e gli archivi dell'artista. 60 disegni e dipinti di Bauer sono stati donati al Museo d'arte di Boca Raton.